# Hadromyia grandis
Hadromyia grandis là một loài ruồi trong họ Ruồi giả ong (Syrphidae). Loài này được Williston mô tả khoa học đầu tiên năm 1882. Hadromyia grandis phân bố ở miền Tân bắc